# 藤井玄信
藤井 玄信（ふじい げんしん、生年不詳 -  弘化元年（改元前は、天保15年）7月22日（西暦1844年9月4日）は、日本の医師。出羽国久保田藩の藩医。龍角散の創始者・玄淵の息子。玄淵と玄信親子の墓は、大曲に所在する浄土真宗大谷派の寺院安養寺にある。

## 来歴
秋田藩士に藤井氏がある。常陸国那珂郡藤井郷発祥の佐竹氏族で、佐竹十代義篤の六男・義貫の子孫である。ほか京、大阪、関東からの入国諸家もあろう。大曲市の富商藤井家は常陸から佐竹を慕って久保田に入り、江戸中期に大曲に移ったとされ、竜角散を製造した医師・藤井玄渕がいる。
藤井玄淵（？ - 文政10年[1827]12月没）は代々医を業とした家で生まれ、はじめは六郷東根（現在の秋田県仙北郡美郷町）に居住したが、のち江戸へもでた。子の玄信が蘭学を学んだ知識を漢方薬にとりいれて、龍角散を発明した。
当時、進歩した蘭学を学び、父とともに風邪薬を研究し、さらに改良し、龍角散を完成させた。名医とうたわれた人である。
柴田常保日記によると、1826年（文政9年）の9月頃、常保の隣の三村長七が頭痛で体調が悪くなり、やがて重体となり、医者（藤井玄信）に運ばれたことが書いてある。
異説として、「第56回RSP in 品川龍角散ダイレクト」によると、1797年に藤井玄信が龍角散を作ったと、社長の藤井隆太が説明をしている。

## 子孫
- 息子の正亭治（文政8年1月9日（1825年2月26日） - 明治26年（1893年）8月8日は、長崎でオランダ医学（蘭学）を学んだ[5]。嘉永3年（1850年）3月26日に華岡流の鷺洲に入門。名前は「藤井正亭」となっている。正亭治はここで内科ばかりでなく、優れた外科を取得[4]。藩主佐竹義堯に仕え、側医となり[6][7]、喘息治療のために龍角散の改良に取り組んだ名医として知られ[8]、龍角散と名付けられたのもこのころだという。明治維新後には東京神田に藤井薬種店[9]を開業した。

- 龍角散は薬事法によって登録し、商標は徳川葵の紋を使用した。のち藤井家の家紋に改められた。尚、藤井家は現在も大曲で薬局を経営している[4]。

- 正亭治の長男得三郎は、現在の小林製薬（小林大薬房）とともに販売ルートを確立していった[10]。

### 大曲の村へ移住
藤井家は、1805年ごろに秋田から大曲に移住し、代々薬種業を営んだ家のことで藤井薬店として大曲市民に親しまれた家である。玄渕、玄信、利庵といい、その昔佐竹公が秋田に移封の際常陸（茨城）から来た人である。
県南を薬の誇る卸屋として繁昌し、よくテレビに出る龍角散本舗は当家出身で、明治時代に東京に出て、代々、得三郎を名乗り、名声を博していることは周知の事実である。
かつて、江戸、明治、大正の初期のころまでの藤井家の庭はすばらしく、今でも古老の自慢にきかれ、当時は大曲の名所でもあった。その子孫・正治郎、英之助は薬種商を経営し、今日、隆昌を続けている。又、別家も藤井分店として薬屋を継続営業していたが、昭和の初め、男鹿（北浦）に転居した。

### 大正末期の大曲町
- 勝町（かちまち。現在の秋田県大仙市大曲浜町）に足を入れると右側に丸徳商店のラムネ工場があり、左手に大きな藤井薬局があった。この店先の築山や噴水、土堤、鉄柵、数多い金看板などが強く印象に残っている。また、 タカヤナギ（グランマート中通店）の角のところは、元権太郎茶屋の跡で当時は藤井分店という薬屋があった[4][12]。

## 歴代社長
注意：秋田の玄淵から数えた場合と、株式会社からの数え方が存在する。

### 歴代
- 初代・藤井玄淵
- 2代・藤井玄信
- 3代・藤井正亭治（創業者）
- 4代・藤井得三郎（株式会社の初代）
- 5代・藤井米次郎（2代）
- 6代・藤井勝之助（3代）
- 7代・藤井康男（4代）
- 8代・藤井隆太（5代）

## 遠縁
日立製作所のExecutive Foresight Onlineの隆太のインタビューによると、小林製薬の創業家は、藤井家の遠縁にあたるという。

## 舞台化
わらび座・ミュージカル『龍角散Presents・ゴホン！といえば』（2022年、脚本・演出：マキノノゾミ、藤井玄信役：小山雄大（こやまゆうた）